# Itálie na Zimních olympijských hrách 1952
Itálii na Zimních olympijských hrách 1952 reprezentovalo 65 sportovců, z toho 28 mužů a 5 žen ve 6 sportech.

## Medailisté
| Medaile | Jméno                   | Sport           | Disciplína |
| ------- | ----------------------- | --------------- | ---------- |
| Zlato   | Zeno Colò               | Alpské lyžování | Muži sjezd |
| Bronz   | Giuliana Chenal-Minuzzo | Alpské lyžování | Ženy sjezd |